# 김화군
김화군(金化郡)은 조선민주주의인민공화국 강원도에 있는 행정 구역이다.
1945년 광복 당시에는 1읍·11면(김화읍, 서면, 근남면, 근북면, 근동면, 원남면, 원동면, 임남면, 금성면, 원북면, 창도면, 통구면)으로 구성되어 있었다. 1945년 9월 2일, 미국과 소련이 38선을 경계로 한반도를 분할 점령함으로써 김화군 전 지역이 소련군정 관할 아래 들어갔다.
한국 전쟁의 결과 군역이 남북으로 분단되었고, 군사분계선 이남의 김화군(원래의 김화읍, 서면, 근남면과 근북·근동·원남·원동·임남면의 남쪽 일부)은 1963년 1월 1일에 대한민국 철원군에 통합되어 폐지되었다.
현재의 김화군 지역은 근북면, 근동면 일대를 제외하고 구한말까지 원래 금성군에 속했던 지역으로 대한제국 시기의 김화군 지역과 군역이 이동되었다. 대한제국 시기의 김화군 지역중 김화읍 이북 지역은 한때 북측 평강군으로 편입되었으나, 2020년 10월 2일 조선중앙텔레비죤의 김정은 김화군 시찰보도에서 이전 관할구역으로 복구된 것으로 확인된다.

## 지리
한국전쟁의 결과로 군역이 남북으로 분단되었다. 1945년 광복 당시 군의 중심부였던 곳(원래의 김화읍)은 1963년에 대한민국의 강원도 철원군에 편입되었다. 조선민주주의인민공화국 강원도 김화군의 '김화읍'은 옛 금성면이다.
동쪽은 창도군, 서쪽은 평강군, 북쪽은 회양군과 세포군, 남쪽은 군사분계선과 접하고 있다.
주로 산지이나 군의 남동쪽은 상대적으로 낮다. 가장 높은 곳은 백연산(1,109m)이고 북한강이 흐른다. 전체 면적의 약 80%가 산림이다.

## 역사
| Daedongyeojido (Gyujanggak) 11-03.jpg | Daedongyeojido (Gyujanggak) 11-02.jpg |
| Daedongyeojido (Gyujanggak) 12-03.jpg | Daedongyeojido (Gyujanggak) 12-02.jpg |

- 1895년 음력 윤5월 1일 : 춘천부 김화군으로 개편되었다.[2]
- 1896년 8월 4일 : 강원도 김화군으로 개편되었다. (7면)[3]
  - 군내면(郡內面), 초동면(初東面), 이동면(二東面), 초북면(初北面), 원북면(遠北面), 서면(西面), 남면(南面)
  - 당시 금성군 (9면) : 군내면(郡內面), 서면(西面), 기성면(岐城面), 오산면(梧山面), 북면(北面), 통구면(通口面), 동면(東面), 남면(南面), 임남면(任南面)
- 1914년 4월 1일 : 김화군과 금성군(金城郡)이 김화군으로 통합되었다. 옛 김화군의 동·남·북면은 첫머리에 근(近)을, 옛 금성군의 동·남·북면에는 첫머리에 원(遠)을 붙였다. (12면)[4]
  - 12면 : 군내면, 근동면, 근북면, 서면, 근남면 / 금성면, 기오면, 원북면, 통구면, 원동면, 원남면, 임남면
  - 초동면 + 이동면 → 근동면[5], 초북면 + 원북면 → 근북면[6] / 금성군 군내면 + 서면 → 금성면(金城面), 기성면 + 오산면 → 기오면(岐梧面)
- 1917년 : 군내면이 김화면으로 개칭되었다.
- 1939년 : 기오면이 창도면으로 개칭되었다.
- 1941년 10월 1일 : 김화면이 김화읍으로 승격하였다.[7]
- 1945년 광복 당시에는 1읍·11면 96리(里)로 구성되어 있었다.
- 1945년 9월 2일 : 미국과 소련이 38선을 경계로 한반도를 분할 점령함으로써 김화군 전 지역이 소련군정 관할 아래 들아갔다. 1950년 당시 12개 면과 118개 리로 개편됐다.
- 1952년 12월 : 조선민주주의인민공화국이 김화군을 창도군으로 개칭하였다.
- 1953년 7월 27일 : 한국 전쟁의 결과, 김화읍, 서면, 근남면 등 남부 3개 읍·면 전체와 근북·근동·원남·원동·임남면 등 5개면 남쪽 일부를 대한민국이 수복(收復)하였다.
- 1954년 10월 : 조선민주주의인민공화국이 창도군의 군역을 동서로 양분하여 서부지역에 김화군을 다시 설치하였다. 이때 금성리가 김화읍이 되고, 창도군 창도읍이 창도리로 개편되었다.
- 1963년 1월 1일 : 대한민국 김화군의 전 지역이 철원군에 편입되어 폐지되었다.
- 2000년 말 : 임남댐에 의한 수몰로 창도군의 일부가 편입되었다.
- 2001년 : 탑거리(塔距里), 성산리(城山里), 건천리(乾川里), 수태리(水泰里), 근동리(近東里)가 평강군에 이관되었다. 이로써 1914년 부군면 통폐합 이전에 김화군이었던 지역 중 군사분계선 이북 지역이 사실상 전부 평강군으로 이관되었다.
- 2020년 10월 2일 조선중앙텔레비죤의 김정은 위원장 김화군 시찰보도에서 김화군의 관할구역이 2001년 개편 직전으로 돌아간 사실이 확인된다.

## 행정 구역
1읍, 1구, 13리로 구성되어 있다.
| - 김화읍(구 금성면) - 학방로동자구(鶴芳勞動者區) - 구봉리(九峯里) - 당현리(堂峴里) - 룡현리(龍峴里) - 법수리(法首里) - 상판리(上板里) - 신창리(新昌里) - 신풍리(新豊里) - 어호리(魚湖里) | - 원남리(遠南里) - 원동리(遠東里) - 원북리(遠北里) - 창도리(昌道里) - 초서리(初西里) |

## 산업
담배를 주로 생산하며 그밖에 광업, 임업, 축산업 등이 이루어진다. 주요 산업은 농업이고 감자, 옥수수, 쌀, 보리가 재배된다. 축산업과 양잠업, 과수업도 행해진다. 몇 개의 광산이 있고 망간, 금, 구리, 활석, 형석, 중정석, 무연탄이 채굴된다.

## 교통
평강군과 연결되는 군사도로가 있다. 그리고 창도군으로 연결되는 도로도 있다. 한국 전쟁 이전에는 현재 남한의 김화지역으로 가는 도로와 화천군으로 가는 도로도 놓여있었다. 금강산선 철도는 폐선되었다.

## 같이 보기
- 조선민주주의인민공화국의 지리
- 조선민주주의인민공화국의 행정 구역